# Bol'šoj Ėterikan
Il Bol'šoj Ėterikan (in russo Большой Этерикан?) è un fiume della Russia, sull'isola Bol'šoj Ljachovskij (Isole della Nuova Siberia). Prende il nome dallo jakuto Ėterikan che esplorò l'isola nel 1760.
Il fiume ha origine sul versante settentrionale del monte Chaptagaj-Tas e scorre verso nord-est. Sfocia nel Mar della Siberia Orientale, formando un'ampia estuario, largo fino a 200 m. Ha una lunghezza di 111 km e il suo bacino è di 1 290 km². A 6,2 km dalla foce, riceve le acque del suo maggior affluente di destra, il Malyj Ėterikan (lungo 75 km).
Il corso è tortuoso. Tende a prosciugarsi nei tratti superiori. La larghezza del canale è di 10 metri. Dopo aver ricevuto l'affluente Suburga-Jurjach, da destra, si espande fino a 36 m, vicino alla foce raggiunge i 145 m. La profondità va da 0,4 m nella parte superiore a 0,6 nella parte centrale e 1,5 m nella parte inferiore. Il fondo è sabbioso. Il corso medio e quello inferiore sono paludosi.